# Télescope Ritchey-Chrétien

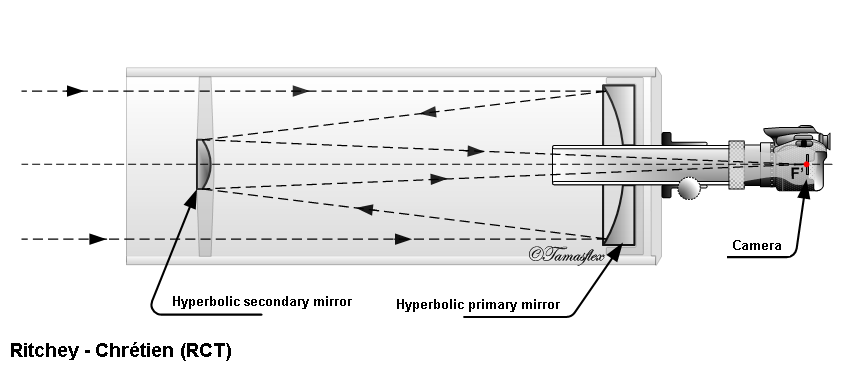
Trajet des rayons lumineux dans un télescope de type Ritchey-Chrétien.

En astronomie, le télescope Ritchey-Chrétien est un télescope de type Cassegrain particulier, conçu pour éliminer l'aberration optique appelée coma. Ce type de télescope fournit un champ d'observation relativement large comparé à une conception plus conventionnelle. Dans le télescope Ritchey-Chrétien, le miroir primaire et le miroir secondaire sont hyperboliques. Il est inventé au début des années 1910 par l'astronome américain George Willis Ritchey (1864-1945) et l'astronome français Henri Chrétien (1879-1956). Ritchey construisit avec succès le premier télescope Ritchey-Chrétien, d'un diamètre de 0,5 m, en 1927. Le second exemplaire est un modèle de 1 m construit par Ritchey pour l'observatoire naval des États-Unis.

## Conception
La conception de type Ritchey-Chrétien est exempte de coma au 3e ordre et d'aberration sphérique, bien qu'elle souffre de coma au 5e ordre, d'un sévère astigmatisme aux grands angles et d'une courbure de champ assez importante. Quand il est focalisé à mi-distance des plans focaux sagittaux et tangentiels, les étoiles apparaissent comme des cercles, rendant ce type de télescope bien adapté à l'observation à large champ et l'astrophotographie. Comme sur les autres télescopes de type Cassegrain, le télescope Ritchey-Chrétien possède un tube optique très court et une conception compacte pour une longueur focale donnée. Il offre de bonnes performances optiques hors-axe, mais il reste relativement rare à cause du coût élevé de fabrication du miroir primaire. La conception Ritchey-Chrétien se rencontre le plus souvent sur les télescopes professionnels à haute performance.
Les courbures des deux miroirs dans la conception Ritchey-Chrétien sont calculées par les relations suivantes :
{\displaystyle C_{1}={\frac {(B-F)}{2DF}}}

{\displaystyle C_{2}={\frac {(B+D-F)}{2DB}}}
où :
- {\displaystyle C_{1}} et {\displaystyle C_{2}} sont les coefficients de déformation de Schwarzschild des miroirs primaire et secondaire, respectivement ;
- {\displaystyle F} est la longueur focale effective du système complet ;
- {\displaystyle B} est la longueur focale arrière, égale à la distance entre le miroir secondaire et le foyer ;
- {\displaystyle D} est la distance entre les deux miroirs.

Un choix approprié de {\displaystyle B}, {\displaystyle D} et de {\displaystyle F} permet d'obtenir toutes les configurations de télescope.
Les courbures hyperboliques sont difficiles à vérifier avec les équipements utilisés par les constructeurs amateurs ou les fabricants artisanaux. Cependant, les fabricants d'optique professionnelle et les groupes de recherche importants vérifient leurs miroirs avec des interféromètres. Un Ritchey-Chrétien ne demande donc pas d'équipement supplémentaire, pour un large gain en performances.

## Liste partielle de grands télescopes Ritchey-Chrétien
- Les deux télescopes de 10 m de l'observatoire W. M. Keck.
- Les quatre télescopes de 8,2 m du Très Grand Télescope au Chili.
- Les deux télescopes de 8 m de l'observatoire Gemini.
- Le Gran Telescopio Canarias de 10,4 m à l'observatoire du Roque de los Muchachos.
- Le télescope Subaru de 8,2 m aux observatoires du Mauna Kea.
- Le télescope spatial Hubble de 2,4 m actuellement en orbite autour de la Terre.
- Le télescope spatial Herschel infrarouge de 3,5 m.
- Le télescope de 1,6 m de l'observatoire du Mont Mégantic.

Ritchey propose que le télescope Hale de 200 pouces (5 m) du mont Palomar soit un Ritchey-Chrétien. Sa conception peut fournir des images plus nettes sur un champ d'observation plus large. Mais Richtey et Hale se brouillent. Hale refuse d'adopter la nouvelle conception avec ses courbures complexes et Ritchey quitte le projet (étant donné les grands délais de construction, Hale peut être pardonné d'avoir voulu éviter un risque). La proposition de Ritchey est plus tard validée, car le télescope Hale est le dernier télescope de grande taille à posséder un miroir primaire parabolique.